# 교황 요한 12세
교황 요한 12세(라틴어: Ioannes PP. XII, 이탈리아어: Papa Giovanni XII)는 제130대 교황(재위: 955년 12월 16일 - 964년 5월 14일)이다. 본명은 옥타비아누스(라틴어: Octavianus)이다. 마로치아의 손자이자 스폴레토의 알베리크 2세의 아들로서, 반세기 넘게 교황령을 사실상 통치해왔던 강력한 귀족 가문인 투스쿨룸 백작 가문의 일원이다. 기독교 역사가들은 그가 교황으로 재임한 동안 부패하고 세속적이었다는 좋지 않은 평가를 내리고 있다.

## 탄생과 교황 선출
옥타비아누스는 자칭 로마 공작이라는 스폴레토의 알베리크 2세와 이탈리아의 위그의 딸이자 알베리크 2세의 이복누이이자 아내인 빈의 알다 사이에서 태어났다고 전해진다. 그러나 그의 어머니에 대해서는 다른 주장도 제기되고 있다. 소락테의 베네딕토는 옥타비아누스가 알베리크 2세가 내연녀를 통해 낳은 아들이라고 기록했다(Genuit [Alberic] ex his principem ex concubinam filium, imposuit eis nomen Octabianus). 하지만 여기서 그의 라틴어 이름 표기가 명확하지가 않다. 만약 그가 알다의 아들이 맞다면, 그가 교황으로 선출되어 즉위했을 당시 나이는 18세였을 것이며, 모계 쪽으로 보자면 카롤루스 대제의 7대손에 해당한다. 하지만 그가 알베리크 2세의 내연녀의 아들이라면, 교황으로 선출되어 즉위했을 당시 나이가 25세였을 것이다. 퀴리날레 언덕과 캄푸스 마르티우스 가운데에 있는 귀족들의 거주 지역인 비아라타 지역에서 태어난 그는 옥타비아누스라는 이름을 받았다. 이러한 이름을 지어주었다는 것은 알베리크 2세가 자기 아들이 미래에 어떠한 인물이 될 것인지 미리 내다보았다는 것을 분명히 보여주고 있다.
알베리크 2세는 954년 자신이 죽기 얼마 전에 교황 아가피토 2세의 후임자로 당시 성직자가 된 자기 아들 옥타비아누스가 선출될 수 있도록 노력하겠다는 선서를 로마 귀족들에게 의무적으로 시켰다. 알베리크 2세가 사망한 후, 옥타비아누스는 만장일치로 아버지의 지위인 로마 공작이라는 지위를 계승하였다. 이 때 그의 나이는 17세에서 24세 정도인 것으로 추정된다.
955년 교황 아가피토 2세가 선종하자 당시 산타 마리아 인 도미니카 성당의 부제급 추기경이었던 옥타비아누스가 955년 12월 16일에 후임 교황으로 선출되었다. 교황으로 선출된 그는 요한이라는 이름을 선택하여, 교황 요한 12세로 명명되었다. 그는 세속 문제를 처리할 때는 본명인 옥타비아누스라는 이름으로 지시한 반면에 교회와 관련된 문제인 경우에는 요한 12세라는 이름으로 지시하였다.

## 재임 초반기
960년경 요한 12세는 직접 랑고바르드 공작의 영지인 베네벤툼과 카푸아를 공격했는데, 이는 그들에게 빼앗긴 교황령의 일부 지역을 되찾기 위한 차원인 것으로 보인다. 요한 12세가 투스쿨룸과 스폴레토 출신의 장정들로 구성된 군대의 선봉에 서서 오는 것을 본 베네벤툼과 카푸아의 공작들은 살레르노의 지술프 1세에게 군사적 원조를 요청했다. 지술프 1세는 그들의 요구를 받아들여, 그들을 도와주러 왔다. 이에 요한 12세는 북쪽으로 퇴각해서 테라치나에서 지술프 1세와 협상에 들어갔다. 그 결과, 양자 간에 조약이 체결되었는데 지술프 1세가 간섭하지 않는 대가로 요한 12세는 더 이상 살레르노에 대한 권리 요구를 하지 않겠다는 것에 동의했다.
요한 12세는 곧 자신의 아버지와는 달리 로마 귀족들을 제대로 통제하지 못할 것이라는 것을 알게 되었다. 같은 시기에 이탈리아 왕 베렌가리오 2세가 교황령을 침공했다. 이에 호응하여 자신을 반대하는 정치적 음모가 로마에서 일어나자, 요한 12세는 960년 독일 왕 오토 1세에게 교황 특사들을 보내 도움을 요청했다. 요한 12세의 요청에 화답하여, 오토 1세는 961년 군대를 이끌고 이탈리아로 진격했다. 베렌가리오 2세는 서둘러 자신의 요새로 퇴각했으며, 오토 1세는 962년 1월 31일 로마에 들어갔다. 그곳에서 요한 12세를 알현한 오토 1세는 자신이 교황을 지키기 위해서라면 무슨 일이든지 다하겠노라고 맹세했다.
“요한 교황 성하, 저 오토 왕은 성부와 성자와 성령의 이름으로 생명을 주는 십자 나무와 성인들의 유해 앞에, 만일 제가 하느님의 뜻으로 다시 로마에 가게 되면 온 힘을 다해 거룩한 로마 교회와 그 교회의 사목자이신 성하를 칭송할 것이며, 성하의 목숨이나 수족, 명예를 잃는 일이 없도록 하겠다고 맹세합니다. 아울러 성하의 허락이 떨어지기 전까지는 결코 로마 시내에서 재판을 하거나, 성하나 로마 시민들에게 영향을 미칠 어떠한 법률도 제정하지 않겠다고 맹세합니다. 마지막으로 제 수중에 성 베드로의 영토가 들어올 경우, 무조건 성하께 바치겠다고 맹세합니다.”

그러자 요한 12세는 이탈리아의 베렌가리오 1세가 사망한 지 40년 만에 오토 1세를 로마 황제(신성 로마 제국 황제)로 즉위시켰다. 오토 1세로부터 보호를 받는 조건으로 요한 12세와 로마의 귀족들은 성 베드로의 무덤 앞에서 오토 1세에게 충성을 서약하며 베렌가리오 2세나 그의 아들 아달베르트를 돕지 않겠다고 맹세해야만 했다. 그로부터 11일 후에 교황과 황제 양측 간의 조약이 비준되었는데, 이 조약에 따르면 황제는 남쪽으로는 나폴리와 카푸아에서부터 북쪽으로는 라스페치아와 베네치아에 이르는 지역을 교황령으로 인정하는 보증인이 되었다. 이는 약 100년 전 카롤링거 제국이 붕괴된 이후 교황에 대한 보호를 효과적으로 보장하는 첫 사례가 되었다. 오토 1세는 또한 교황 선거의 자유를 보장하긴 했지만, 선출된 교황에 대해 황제가 인준하는 권리를 받아냈다. 뿐만 아니라 교황의 세속 권력도 어느 정도 제한할 수 있는 권한도 받아냈다.

## 교회 문제
요한 12세는 세속적인 문제에 치중했기 때문에 많은 사람으로부터 지탄을 받았지만, 교회 문제에 대해서도 소홀하지는 않았다. 956년 초에 그는 독일의 교황 특사인 마인츠의 빌헬름에게 편지를 써서 그에게 독일에서 이단, 즉 하느님의 교회를 파괴하려는 자들에 대한 연구를 계속할 것을 지시했다. 또한 그는 빌헬름에게 서프랑크와 독일의 현재 정세에 대해 자신에게 보고할 것을 지시했다. 요한 12세는 트리어의 새 대주교로 착좌한 하인리히에게 팔리움을 수여하고 그에게 착하게 살 것을 당부하는 친서를 보냈다. 958년 그는 수비아코 수도원에 다음과 같은 조건을 붙여서 특권을 부여했다.
“사제들과 수사들은 매일 내 영혼과 내 후임자들의 영혼이 성화를 위한 지향으로 키리에 엘레이손과 크리스테 엘레이손을 각각 100번씩 암송하도록 하십시오. 또한 매주 3회씩 사제들은 내 영혼과 내 후임자들의 영혼이 죄의 사함을 받을 수 있도록 전능하신 하느님께 간구하는 미사 성제를 드려야 합니다.”

960년 요한 12세는 로마를 방문한 성 두스타노를 캔터베리 대주교로 서임하고, 그에게 자기 손으로 직접 팔리움을 수여하였다.
962년 2월 12일 요한 12세는 오토 1세의 요청에 따라 로마에 시노드를 소집했다. 시노드에서 요한 12세는 마그데부르크와 메르제부르크에 각각 대교구와 교구를 설정하고, 잘츠부르크 대주교와 트리어 대주교에게 팔리움을 하사하는 것에 동의했다. 또한 로테르를 베로나의 주교로 서임한다고 공식 발표했다. 로마 시노드는 아울러 랭스 대주교품을 되찾으려고 한 베르망두아의 위그를 파문하기로 결의를 모았다. 이 결의안은 이후 같은 해 파비아에서 소집된 또 다른 시노드에서 재확인되었다.
그럼에도 불구하고 호레이스 K. 만의 말을 빌리자면, “요한 12세에게 있어 교회 문제는 별로 그렇게 관심을 둘 사안으로 보이진 않았던 것 같다.”

## 오토 1세와의 갈등
962년 2월 14일 오토 1세는 베렝가리오 2세와 결전을 벌이기 위해 로마를 떠났다. 로마를 떠나기에 앞서 그는 ‘한평생 허영심과 간통을 저지르며 산’ 요한 12세에게 세속적이고 육욕에 치중하는 생활방식을 포기할 것을 요청했다. 이러한 요청에 대해 내심 불쾌했던 요한 12세는 오토 1세가 빠른 속도로 베렝가리오 2세를 패퇴시켜가는 것을 지켜보면서 그의 권력이 지나치게 강해지는 것에 두려움을 느꼈다. 그리하여 그는 오토 1세에게 대항하는 동맹을 결성하기 위해 마자르인들(현 헝가리)과 동로마 제국에 특사를 파견했다. 또한 그는 이탈리아의 아달베르토와의 협상에 들어갔다.
요한 12세가 보낸 사절들은 자신이 없는 사이에 무슨 일이 벌어질 지 알아보려고 오토 1세가 로마에 보낸 대표단에게 포로로 붙잡혔다. 그동안 요한 12세는 자신이 교황청의 개혁을 추진하고 있다고 오토 1세를 안심시키기 위해 훗날의 교황 레오 8세가 되는 인물이 포함된 특사들을 보냈다. 하지만 오토 1세는 963년 아달베르토가 요한 12세와 협상하기 위해 로마로의 입성이 허락되었다는 사실을 알게 되었다. 베렝가리오 2세가 패배하여 투옥됨에 따라, 오토 1세는 963년 여름 로마를 포위하기 위해 돌아갔다. 로마에 다다른 그는 도시가 분열되어 있다는 사실을 알게 되었다. 아달베르토가 로마에 들어왔다고 비밀리에 오토 1세에게 전한 그의 지지자들은 산 파올로 푸오리 레 무라 대성전을 중심으로 요새화된 구역인 요안니스폴리스에 땅굴을 팠다. 그 동안 요한 12세와 그를 따르는 이들은 교황 레오 4세가 쌓아올린 성벽 안 구획에 머물러 있었다. 처음에 요한 12세는 로마를 사수하려고 마음 먹었다. 그는 갑옷을 입고 병사들 앞에 나타나 가까스로 오토 1세의 군대를 테베레강 건너편으로 몰아냈다. 하지만 공방전을 오랫동안 지속할 수 없다는 것을 깨달은 요한 12세는 신속히 결단을 내려, 교회 재산을 가지고 아탈베르토와 함께 티볼리로 피신하였다.
로마를 접수한 오토 1세는 요한 12세의 비리를 들어 그를 고소하고 개인 자격으로 해명할 것을 요구했다. 요한 12세를 이를 거부하고, 오히려 자신을 폐위시키려고 하는 자는 누구든지 파문하겠다고 위협했다. 오토 1세는 이에 아랑곳하지 않고 시노드를 소집하여, 당시 캄파니아 산맥에서 사냥을 하고 있던 요한 12세를 폐위시키고 그 자리에 로마의 평신도 국가 공무원을 앉혔는데, 그가 바로 교황 레오 8세이다. 이는 교회법에 따른 절차를 완전히 무시한 처사였다.
이에 로마 시민들이 크게 반발하여 소요를 일으켰지만, 오토 1세는 강력하게 진압하였고 이 과정에서 많은 인명 피해가 발생했다. 하지만 오토 1세가 로마를 떠난 후에 요한 12세가 자신을 따라 피신했던 이들을 거느리고 로마를 되찾기 위해 길을 떠났다. 이 소식을 접한 레오 8세는 자신의 안전을 도모하기 위해 오토 1세가 있는 곳으로 도망갔다. 964년 2월 로마에 입성한 요한 12세는 자신의 폐위를 결의한 시노드의 결정을 무효화시키고, 자신의 반대자들 몇몇을 체포해 불구자로 만들어버렸다. 그리하여 그는 다시 로마의 실질적인 지배자로 군림하였다. 요한 12세는 슈파이어의 주교 오트가를 오토 1세에게 보내서 화해하려고 시도했지만, 그 전에 964년 5월 14일에 선종하고 말았다.
요한 12세의 시신은 라테라노 대성전에 안장되었으며, 후임자로 교황 베네딕토 5세가 선출되어 즉위하였다.

## 평가
로마의 세속 통치자로서의 모습와 교회의 영적 지도자로서의 이중적인 모습을 보여준 요한 12세는 후자보다는 전자로서의 활동에 더 치중했던 것으로 보인다. 그의 재임기간을 기록한 문헌을 보면, 그는 피부가 거칠고 부도덕한 남자로 묘사되어 있다. 그는 라테라노 궁전을 매음굴로 만들었으며, 로마의 도덕적 타락은 당시 사람들의 입에 오르내릴 정도였다. 성직자가 된 이후에도 그의 생활은 이전에 세속 시절에 비해 별로 달라진 것이 없었으며, 그의 정치적 적대자들은 이러한 이유를 들어 비난함으로써 그의 명성을 더럽히고 그의 폐위가 정당하다고 주장했다. 크레모나의 리우트프란트는 오토 1세의 편에 서서, 요한 12세를 비난했다. 심지어 그는 요한 12세가 로마 시외에서 유부녀와 난잡한 행위를 벌이던 와중에 뇌졸중으로 사망했거나 또는 분노한 남편의 손에 맞아 죽었을 것이라고 주장했다.
동시대를 살았던 또 다른 인물인 베로나의 라테리우스 또한 요한 12세의 부도덕한 행동을 비난하는데 가세했다.
“도덕적이지 못한 삶을 살고 있었고, 호전적인데다 심심찮게 위증을 했으며, 수렵과 매 사냥, 노름과 술에 전념했던 사람이 사도좌에 선출되었다고 한다면, 거기서 어떤 긍정적인 면을 찾아볼 수 있을 것인가?”

사실 요한 12세에 대한 과격한 악평의 상당 수는 크레모나의 리우트프란트의 기록에서 비롯된 것이다. 그의 영향을 받아 강력한 반가톨릭주의자인 루이 마리 드코맹은 다음과 같이 논평했다.
“요한 12세는 엘라가발루스에 필적할 만한 인물로서, 강도, 살인, 근친상간을 저지른 인물이다. 그는 베드로좌에 앉아서 그리스도를 대리할 만한 자격이 없는 사람이었다. 이 흉칙한 성직자는 9년이란 재임기간 동안 교황좌를 더럽혔으며, 가히 가장 사악한 교황이라고 불릴 만 하다.”

역사학자 페르디난트 그레고로비우스는 요한 12세에 대해 좀 더 동정적인 시선을 보내고 있다.
“요한의 본능적인 귀족스러운 성향은 그의 영적 임무에 대한 기호보다 더 강했다. 한 몸에 옥타비아누스로서의 모습과 요한 12세로서의 모습이라는, 서로 어울리지 않는 두 가지 모습이 자리 잡아 갈등 관계에 놓여 있었다. 아직 성숙하지 않은 어린 나이에 세상에서 가장 존경받을 만한 자리에 부르심을 받았지만, 제대로 된 판단력이 없었기 때문에 자신을 주체하지 못하여 결국 호색에 빠져들고 말았다. 즉 위대한 알베리크의 아들은 자신의 의지로 억제할 수 없는 격정을 몸 안에 지니게 된 동시에 세속의 군주와 교황으로서의 영적 직무 두 가지를 모두 지닌 이례적인 일 때문에 어찌 보면 희생양이라고 볼 수 있다. 어린 시절 위대한 아버지 밑에서 자란 그는 자신의 지위로 인한 비극적인 사건을 겪게 되었다는 것을 감안하여, 좀 더 관대하게 바라보기를 감히 주장한다.”

호레이스 만 같은 교황직 옹호자마저도 “요한 12세가 기독교 세계의 으뜸 목자인 교황이 절대로 되지 말았어야 했다는 점에는 반론의 여지가 없다”고 인정했다.

## 같이 보기
- 교황 관련 결혼과 불륜 기록